# Zdeňka Vávrová
Zdeňka Vávrová (* 1945) je česká astronomka, objevitelka asteroidů z hvězdárny na Kleti.

## Kariéra
V letech 1975–1995 pracovala na Hvězdárně Kleť, kde začínala jako asistentka svého vedoucího Antonina Mrkose. V letech 1978 až 1991 objevila celkem 115 asteroidů a jednu kometu. Zpočátku byl tento objekt pozorován jako asteroid, který nevykazoval kometární aktivitu, a obdržel provizorní označení 1983 JG. Později však obrázky pořízené Charlesem Kowalem ukázaly přítomnost pouzdra na prachový prach – koma. Kometa byla pojmenována na počest obou astronomů 134P/Kowal-Vavrova.
Jako uznání za zásluhy Zdeňky Vavrové včetně dvacetileté účasti v kleťském programu objevování planetek byla po ní jedna pojmenována – (3364) Zdenka. Planetka (2474) Ruby dostala název po objevitelčině psu.
| Objevené asteroidy: 115 | Objevené asteroidy: 115 |
| ----------------------- | ----------------------- |
| (2315) Czechoslovakia   | 19. února 1980          |
| (2321) Lužnice          | 19. února 1980          |
| (2365) Interkosmos      | 30. prosince 1980       |
| (2390) Nežárka          | 14. srpna 1980          |
| (2442) Corbett          | 3. října 1980           |
| (2474) Ruby             | 14. srpna 1979          |
| (2522) Тriglav          | 6. srpna 1980           |
| (2523) Ryba             | 6. srpna 1980           |
| (2524) Budovicium       | 28. srpna 1981          |
| (2544) Gubarev          | 6. srpna 1980           |
| (2568) Maksutov         | 13. dubna 1980          |
| (2581) Radegast         | 11. října 1980          |
| (2599) Veselí           | 29. září 1980           |
| (2620) Santana          | 3. října 1980           |
| (2647) Sova             | 29. září 1980           |
| (2661) Bydzovsky        | 23. března 1982         |
| (2706) Borovsky         | 11. října 1980          |
| (2766) Leeuwenhoek      | 23. března 1982         |
| (2781) Kleczek          | 19. srpna 1982          |
| (2821) Slavka           | 24. září 1978           |
| (3022) Dobermann        | 16. září 1980           |
| (3069) Heyrovský        | 16. října 1982          |
| (3096) Bezruč           | 28. srpna 1981          |
| (3149) Okudžava         | 22. září 1981           |
| 3479 Malaparte          | 3. října 1980           |
| 3515 Jindra             | 16. října 1982          |
| 3592 Nedbal             | 15. února 1980          |
| (3628) Božněmcová       | 25. října 1979          |
| (3732) Вавра            | 27. září 1984           |
| 3735 Třeboň             | 4. prosince 1983        |
| 3879 Machar             | 16. srpna 1983          |
| 3978 Klepešta           | 7. října 1983           |
| 4114 Jasnorzewska       | 19. srpna 1982          |
| 4124 Herriot            | 29. září 1986           |
| (4142) Dersu-Uzala      | 28. května 1981         |
| 4170 Semmelweis         | 6. srpna 1980           |
| (4250) Perun            | 20. října 1984          |
| (4317) Garibaldi        | 19. února 1980          |
| 4318 Baťa               | 21. února 1980          |
| 4781 Sládkovič          | 3. října 1980           |
| 4921 Volonté            | 29. září 1980           |
| 4927 O'Connell          | 21. října 1982          |
| 5031 Švejcar            | 16. března 1990         |
| (5203) Pavarotti        | 27. září 1984           |
| 5228 Máca               | 3. října 1986           |
| (5275) Zdislava         | 28. října 1986          |
| (5327) 1989 EX          | 5. března 1989          |
| (5364) 1980 RC          | 2. září 1980            |
| (5423) 1983 DC          | 16. února 1983          |
| (5514) 1989 BN          | 29. ledna 1989          |
| 5548 Thosharriot        | 3. října 1980           |
| (5574) 1984 FS          | 20. března 1984         |
| (5844) 1986 UQ          | 28. října 1986          |
| (5860) 1981 QE          | 28. srpna 1981          |
| 5893 Coltrane           | 15. března 1982         |
| (5895) 1982 UF          | 16. října 1982          |
| (5901) 1986 WB          | 25. října 1986          |
| (6059) 1979 TA          | 11. října 1979          |
| (6067) 1990 QR          | 28. srpna 1990          |
| 6077 Messner            | 3. října 1980           |
| (6086) 1987 VU          | 15. října 1987          |
| (6126) 1989 EW          | 5. března 1989          |
| 6176 Horrigan           | 16. ledna 1985          |
| (6230) 1984 SG          | 27. září 1984           |
| 6234 Sheilawolfman      | 30. září 1986           |
| (6248) 1991 BM          | 17. ledna 1991          |
| (6263) 1980 PX          | 6. srpna 1980           |
| (6264) 1980 SQ          | 29. září 1980           |
| (6301) 1989 BR          | 29. ledna 1989          |
| (6369) 1983 UC          | 16. října 1983          |
| (6476) 1987 VT          | 15. října 1987          |
| (6507) 1982 QD          | 18. srpna 1982          |
| 6539 Nohavica           | 19. srpna 1982          |
| 6544 Stevendick         | 29. září 1986           |
| (6593) 1986 UV          | 28. října 1986          |
| (6624) 1980 SG          | 16. září 1980           |
| (6627) 1981 FT          | 27. března 1981         |
| (6692) 1985 HL          | 18. dubna 1985          |
| 6697 Celentano          | 24. dubna 1987          |
| 6700 Kubišová           | 12. ledna 1988          |
| 6779 Perrine            | 20. února 1990          |
| (6822) Horalek          | 28. října 1986          |
| (7076) Janegoodall      | 30. října 1980          |
| (7175) 1988 TN          | 11. října 1988          |
| (7221) Sallaba          | 22. září 1981           |
| (7272) Darbydyar        | 21. února 1980          |
| (7325) 1981 QA          | 28. srpna 1981          |
| (7374) 1980 DL          | 19. února 1980          |
| (7375) 1980 PZ          | 14. srpna 1980          |
| (7384) 1981 TJ          | 6. října 1981           |
| (7395) 1985 RP          | 10. září 1985           |
| (7984) Marius           | 29. září 1980           |
| (8259) 1983 UG          | 16. října 1983          |
| (8617) 1980 PW          | 6. srpna 1980           |
| (9160) 1986 UH          | 28. října 1986          |
| (9166) 1987 SC          | 21. září 1987           |
| (9290) 1981 TT          | 6. října 1981           |
| (9296) 1983 RB          | 5. září 1983            |
| (9835) 1984 UD          | 17. října 1984          |
| (9841) Mašek            | 18. října 1988          |
| (10040) 1984 QM         | 24. srpna 1984          |
| (11475) Velinský        | 11. října 1982          |
| (11822) 1981 TK         | 6. října 1981           |
| (13483) 1980 SF         | 16. září 1980           |
| (14356) 1987 SF         | 21. září 1987           |
| (15226) 1986 UP         | 28. října 1986          |
| (16400) 1984 SS         | 27. září 1984           |
| (16412) 1986 WZ         | 25. října 1986          |
| (18303) 1980 PU         | 6. srpna 1980           |
| (18345) 1989 UP         | 22. října 1989          |
| (19133) 1988 PC         | 7. srpna 1988           |
| (22261) 1980 AB         | 13. ledna 1980          |
| (32777) 1987 QF         | 21. srpna 1987          |
| (43762) 1986 WC         | 25. října 1986          |
| (55736) 1987 QC         | 21. srpna 1987          |
| (58109) 1980 PQ         | 6. srpna 1980           |